# Парламентські вибори в Латвії 2018
Парламентські вибори пройшли у Латвії 6 жовтня 2018 року. Громадяни обирали 100 депутатів Сейму Латвії.

## Результати
| Партія                                                     | Партія                                  | Голосів   | %     | Місць | +/-  |
| ---------------------------------------------------------- | --------------------------------------- | --------- | ----- | ----- | ---- |
|                                                            | Згода                                   | 167 117   | 19,80 | 23    | -1   |
|                                                            | KPV LV                                  | 120,264   | 14.25 | 16    | Нова |
|                                                            | Нова консервативна партія               | 114,694   | 13.59 | 16    | +16  |
|                                                            | Розвитку/Так!                           | 101,685   | 12.04 | 13    | +13  |
|                                                            | Національне об'єднання «Все для Латвії» | 92,963    | 11.01 | 13    | –4   |
|                                                            | Союз зелених і селян                    | 83,675    | 9.91  | 11    | –10  |
|                                                            | Нова Єдність                            | 56,542    | 6.69  | 8     | –15  |
|                                                            | Об'єднання регіонів Латвії              | 35,018    | 4.14  | 0     | –8   |
|                                                            | Російський союз Латвії                  | 27,014    | 3.20  | 0     | 0    |
|                                                            | Прогресивні (Латвія)                    | 22,078    | 2.61  | 0     | Нова |
|                                                            | Від серця — Латвії                      | 7,114     | 0.84  | 0     | –7   |
|                                                            | Латиські націоналісти                   | 4,245     | 0.50  | 0     | Нова |
|                                                            | За альтернативу                         | 2,900     | 0.34  | 0     | Нова |
|                                                            | SKG                                     | 1,735     | 0.20  | 0     | Нова |
|                                                            | Партія дії                              | 1,059     | 0.12  | 0     | Нова |
|                                                            | Центристська партія Латвії              | 897       | 0.10  | 0     | Нова |
| Недійсні                                                   | Недійсні                                | 5,925     | –     | –     | –    |
| Загалом                                                    | Загалом                                 | 844,925   | 100   | 100   | 0    |
| Зареєстровані виборці/явка                                 | Зареєстровані виборці/явка              | 1,548,100 | 54.58 | –     | –    |
| Джерело: CVK [Архівовано 6 жовтня 2018 у Wayback Machine.] |                                         |           |       |       |      |